# بوب هانسن
بوب هانسن (بالإنجليزية: Bob Hansen)‏ مواليد 18 يناير 1961 في دي موين، هو لاعب كرة سلة محترف أمريكي معتزل بدأ مسيرته الاحترافية في سنة 1983 حيث تم اختياره من قبل فريق يوتاه جاز خلال الدرافت، وحمل الرقم 20. يبلغ طوله 6 قدم 6 بوصة (2.0 م). اعتزل اللعب في 1992.

## فرق لعب لها
- يوتاه جاز
- سكرامنتو كينغز
- شيكاغو بولز

## روابط خارجية
- بوب هانسن على موقع الاتحاد الدولي لكرة السلة (الإنجليزية)
- بوب هانسن على موقع إن بي أي (الإنجليزية)
- بوب هانسن على موقع سبورتس رفرنس (الإنجليزية)
- بوب هانسن على موقع كلية كرة السلة في سبورتس رفرنس.كوم (الإنجليزية)
- بوب هانسن على موقع ريلجم (الإنجليزية)
- بوب هانسن على موقع بروبوليرز (الإنجليزية)
- بوب هانسن على موقع قاعة آيوا للمشاهير الرياضية (الإنجليزية)